# Jamesbrittenia fleckii
Jamesbrittenia fleckii là một loài thực vật có hoa trong họ Huyền sâm. Loài này được (Thell.) Hilliard mô tả khoa học đầu tiên năm 1992.